# Vela nos Jogos Olímpicos de Verão de 1964 - Flying Dutchman
As provas da classe Flying Dutchman da vela nos Jogos Olímpicos de Verão de 1964 ocorreram entre 12 e 23 de outubro daquele ano na Baía de Sagami, na prefeitura de Kanagawa, no Japão. O programa compunha sete regatas. Para esta classe, houve 42 velejadores de 21 nações inscritas.

## Medalhistas
A dupla neozelandesa Helmer Pedersen e Earle Wells finalizou a competição em primeiro lugar, tendo vencido três das sete regatas, e conquistou a medalha de ouro. A prata firmou-se com os britânicos Keith Musto e Tony Morgan. Por fim, a medalha de bronze ficou com Harry Melges e William Bentsen, dos Estados Unidos.
|  | NZL Nova Zelândia           |  | GBR Grã-Bretanha        |  | USA Estados Unidos           |
|  | Helmer Pedersen Earle Wells |  | Keith Musto Tony Morgan |  | Harry Melges William Bentsen |

## Resultados
Estes foram os resultados da competição:
| Pos.              | Tripulação                                      | Embarcação        | No.    | Regata I | Regata I | Regata II | Regata II | Regata III | Regata III | Regata IV | Regata IV | Regata V | Regata V | Regata VI | Regata VI | Regata VII | Regata VII | Total de pontos | Total -1 |
| Pos.              | Tripulação                                      | Embarcação        | No.    | Pts.     | Pos.     | Pts.      | Pos.      | Pts.       | Pos.       | Pts.      | Pos.      | Pts.     | Pos.     | Pts.      | Pos.      | Pts.       | Pos.       | Total de pontos | Total -1 |
| ----------------- | ----------------------------------------------- | ----------------- | ------ | -------- | -------- | --------- | --------- | ---------- | ---------- | --------- | --------- | -------- | -------- | --------- | --------- | ---------- | ---------- | --------------- | -------- |
| Medalha de ouro   | NZL Helmer Pedersen Earle Wells                 | Pandora           | KZ 22  | 16       | 219      | DNF       | 101       | 1          | 1423       | 3         | 946       | 1        | 1423     | 1         | 1423      | 4          | 821        | 6356            | 6255     |
| Medalha de prata  | GBR Keith Musto Tony Morgan                     | Lady C            | K 93   | 8        | 520      | 1         | 1423      | 2          | 1122       | 5         | 724       | 6        | 645      | 2         | 1122      | 11         | 382        | 5938            | 5556     |
| Medalha de bronze | USA Harry Melges William Bentsen                | Widgeon           | US 600 | 10       | 423      | 2         | 1122      | DNF        | 101        | 2         | 1122      | 2        | 1122     | 3         | 946       | 10         | 423        | 5259            | 5158     |
| 4                 | DEN Hans Fogh Ole Gunnar Petersen               | Miss Denmark 1964 | D 10   | 6        | 645      | DNF       | 101       | 4          | 821        | 1         | 1423      | 5        | 724      | 13        | 309       | 7          | 578        | 4601            | 4500     |
| 5                 | URS Aleksandr Shelkovnikov Viktor Pilchin       | Almaz             | SR 1   | 7        | 578      | 13        | 309       | DNF        | 101        | 4         | 821       | 10       | 423      | 4         | 821       | 1          | 1423       | 4476            | 4375     |
| 6                 | NED Ben Verhagen Nick de Jong                   | Daisy             | H 187  | 15       | 247      | 3         | 946       | 8          | 520        | 8         | 520       | 11       | 382      | 5         | 724       | 2          | 1122       | 4461            | 4214     |
| 7                 | FRA Marcel-André Buffet Alain-François Lehoerff | Pigoule           | F 50   | 2        | 1122     | 7         | 578       | 5          | 724        | 15        | 247       | 3        | 946      | 15        | 247       | DNF        | 101        | 3965            | 3864     |
| 8                 | AUT Karl Geiger Werner Fischer                  | Brigantia         | OE 100 | 14       | 277      | DSQ       | 0         | 3          | 946        | 10        | 423       | 9        | 469      | 6         | 645       | 3          | 946        | 3706            | 3706     |
| 9                 | NOR Einar Koefoed Hans Mehren                   | Lucky             | N 15   | 4        | 821      | 11        | 382       | 7          | 578        | 9         | 469       | 7        | 578      | 7         | 578       | 6          | 645        | 4051            | 3669     |
| 10                | ITA Mario Capio Marco Sartori                   | Aldebaran         | I 311  | 1        | 1423     | 5         | 724       | DNF        | 101        | 12        | 344       | 12       | 344      | 8         | 520       | 13         | 309        | 3765            | 3664     |
| 11                | RHO Alan David Butler Anthony Crossley          | Peri II           | KR 184 | 3        | 946      | 8         | 520       | DNF        | 101        | 6         | 645       | 4        | 821      | 9         | 469       | 15         | 247        | 3749            | 3648     |
| 12                | CAN Paul Henderson Richard Lennox               | Syndi             | KC 41  | 5        | 724      | 10        | 423       | 10         | 423        | 13        | 309       | 13       | 309      | 12        | 344       | 5          | 724        | 3256            | 2947     |
| 13                | EUA Eberhard Reschwamm Dietmar Gedde            | Tantalus          | GO 92  | 17       | 193      | 9         | 469       | 6          | 645        | 11        | 382       | 8        | 520      | 10        | 423       | 12         | 344        | 2976            | 2783     |
| 14                | AUS John Dawe Ian Winter                        | Diablo            | KA 95  | 13       | 309      | 4         | 821       | DNF        | 101        | 7         | 578       | DNF      | 101      | DNF       | 101       | 9          | 469        | 2480            | 2379     |
| 15                | JPN Yasutoshi Tagami Kendjiro Matsuda           | Riccar            | J 7    | 9        | 469      | 6         | 645       | 13         | 309        | DNF       | 101       | 15       | 247      | 16        | 219       | 14         | 277        | 2267            | 2166     |
| 16                | BRA Joaquim Roderbourg Klaus Hendriksen         | Vento Sul         | BL 24  | 12       | 344      | 12        | 344       | 9          | 469        | 14        | 277       | 17       | 193      | 17        | 193       | 8          | 520        | 2340            | 2147     |
| 17                | SUI Jean-Pierre Renevier Michel Buzzi           | Pousse-Moi        | Z 83   | 11       | 382      | 15        | 247       | 11         | 382        | 16        | 219       | DNS      | 0        | 11        | 382       | 18         | 168        | 1780            | 1780     |
| 18                | SWE Lars Käll Stig Käll                         | Hayama            | S 40   | 18       | 168      | 14        | 277       | 12         | 344        | 17        | 193       | 14       | 277      | 14        | 277       | 17         | 193        | 1729            | 1561     |
| 19                | TRI Rawle Barrow Cordell Barrow                 | Pas VII           | KT 4   | 19       | 144      | 16        | 219       | DNF        | 101        | DNS       | 0         | 16       | 219      | 18        | 168       | 16         | 219        | 1070            | 1070     |
| 20                | TUR Erdoğan Arsal Metin Akdurak                 | Firebird II       | TK 6   | 20       | 122      | 17        | 193       | DNF        | 101        | 18        | 168       | 18       | 168      | 20        | 122       | 20         | 122        | 996             | 895      |
| 21                | MEX Alfonso Serrano Sergio Gonzalez Karg        | Tlaloc            | MX 58  | 21       | 101      | 18        | 168       | DNS        | 0          | 19        | 144       | 19       | 144      | 19        | 144       | 19         | 144        | 845             | 845      |

### Classificação diária

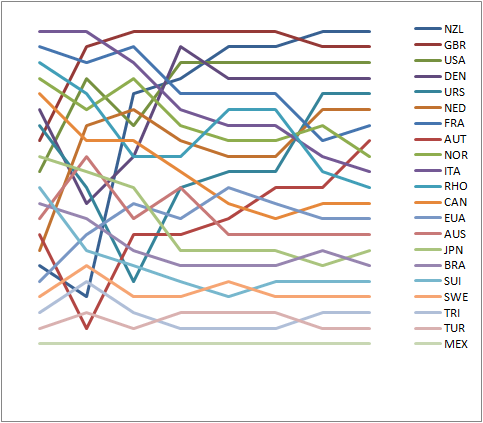
Gráfico mostrando a classificação diária na classe.